# 拉塞尼艾
拉塞尼艾是立陶宛考那斯縣的城市，位於該國西部的杜比薩河畔，海拔高度80米，面積8.5平方公里，2011年人口11,623。第二次世界大戰期間，納粹德國在1941年至1944年佔領該市。